# نمایشگاه امتعه وطنی
اولین «نمایشگاه امتعه وطنی» در سال ۱۳۰۲ شمسی بمدت یکماه و نیم با ایده و مدیریت یحیی دولت‌آبادی و همفکری میرزاحسن خان محتشم‌السلطنه و کمک رضاخان رئیس الوزرا ایجاد گشت.

## محل نمایشگاه
تکیه دولت واقع در ضلع جنوب غربی شمس العماره محل کنونی بانک ملی شعبه بازار که مدتها متروک مانده بود مجدداً تمیزکاری شده پوشش سقف آن از انبار خارج شده تمیزکاری و نصب شده بر روی آن مشمع برای محافظت در برابر باران قرار داده شد.
غرفه‌های تکیه دولت میان ولایت‌ها و ایالت‌های ایران وتجار و اصناف طهران تقسیم شده به زودی پر از اجناس نفیس شده مزین می‌گردد.

## مصنوعات عرضه شده
پارچه‌های پشمی و ابریشمی کرمان و یزد و کاشان
قلمکارهای پرده‌ای و رومیزی کار اصفهان
نقره آلات و قلمزنی‌های اصفهان و دیگر شهرها
چینی و کاشی‌سازی شیراز و نطنز و قم
قسمت جنگل و چوب‌های قیمتی و محصولات و گل‌ها و میوه‌ها که به دست یک آلمانی مستخدم ایران مرتب شده بود.
در این نمایشگاه از امتعه خارجی چیزی دیده نمی‌شد مگر ماشین‌آلات زراعتی
کوشش بسیار نمایندگان روس که بعضی از مال‌التجاره‌های خود را هم آنجا نمایش بدهند بی‌نتیجه ماند و نمایشگاه حدود نظامنامه خود را نگاهداری کرد.

## اثرات نمایشگاه
تأسیس نمایشگاه امتعه وطنی برای اول دفعه هیجان غریبی در ولایت‌ها و مراکز تولید کرده نمونه بهترین امتعه ایران برای نمایش دادن حاضر می‌شود.
نمایشگاه به قدری فکر توسعه دایره اقتصادیات مملکت را قوت می‌دهد که می‌توان گفت سنگ اول بنای توسعه اقتصادیات و تکمیل نقایص امتعه وطنی به واسطه این نمایشگاه گذارده شده‌است.
از یک یا دو اندیشه هزارها فکر و اندیشه تولید گشته‌است به طوری که می‌توان امیدوار بود در بسته‌ای به روی مملکت گشوده شد.